# Valerij Borzov
Valerij Filippovitj Borzov (ryska: Валерий Филиппович Борзов), ukrainska: Валерій Пипипович Борзов - Valerij Pylypovytj Borzov; född den 20 oktober 1949, Sambir, Ukrainska SSR, Sovjetunionen är en ukrainsk före detta friidrottare som tävlade för Sovjetunionen. Han är nu politiker och ledamot av IOK.

## Karriär
Borzovs genombrott kom vid EM inomhus 1969 där han blev silvermedaljör på 50 meter. Utomhus samma år deltog han vid EM i Aten där han blev guldmedaljör på 100 meter på tiden 10,4. Vid samma mästerskap deltog han även i det sovjetiska stafettlag som slutade tvåa på 4 x 100 meter. Under 1970 deltog han vid inomhus-EM där han vann guld på 60 meter. Vid inomhus-EM 1971 försvarade han sitt guld på 60 meter och samma år deltog han även vid EM i Helsingfors där han dubblerade och vann guld på både 100 meter och 200 meter på tiderna 10,26 respektive 20,30. 
Borzovs första olympiska mästerskap var Olympiska sommarspelen 1972 i München där han dubblerade och tävlade på både 100 meter och 200 meter. Där vann han guld på båda distanserna på tiderna 10,14 respektive 20,00. Hans segrar var de första någonsin för Sovjetunionen på 100 och 200 meter. Dessutom blev han den första sprintern sedan Bobby Joe Morrow 1956 att vinna guld på både 100 meter och 200 meter vid ett olympiskt spel. Det bör dock nämnas att de två bästa USA-löparna missade starten i sina semifinaler p.g.a. felaktig information om starttider och kom därmed aldrig till final. Vid samma mästerskap var han även med i det sovjetiska stafettlag som slutade tvåa på 4 x 100 meter efter USA.
Nästa internationella mästerskapsstart för Borzov blev inomhus-EM 1974 där han åter försvarade sitt guld på 60 meter. Samma år deltog han även vid EM utomhus i Rom där han försvarade guldet på 100 meter på tiden 10,27. Vid inomhus EM både 1975 och 1976 vann han på nytt guld på 60 meter. 
Borzov deltog även vid Olympiska sommarspelen 1976 i Montréal där det blev två bronsmedaljer. Dels brons på 100 meter på tiden 10,14 dels brons med Sovjetunionen på 4 x 100 meter. 
Borzovs sista mästerskap blev inomhus-EM 1977 där han tog sitt fjärde EM-guld på 60 meter. 

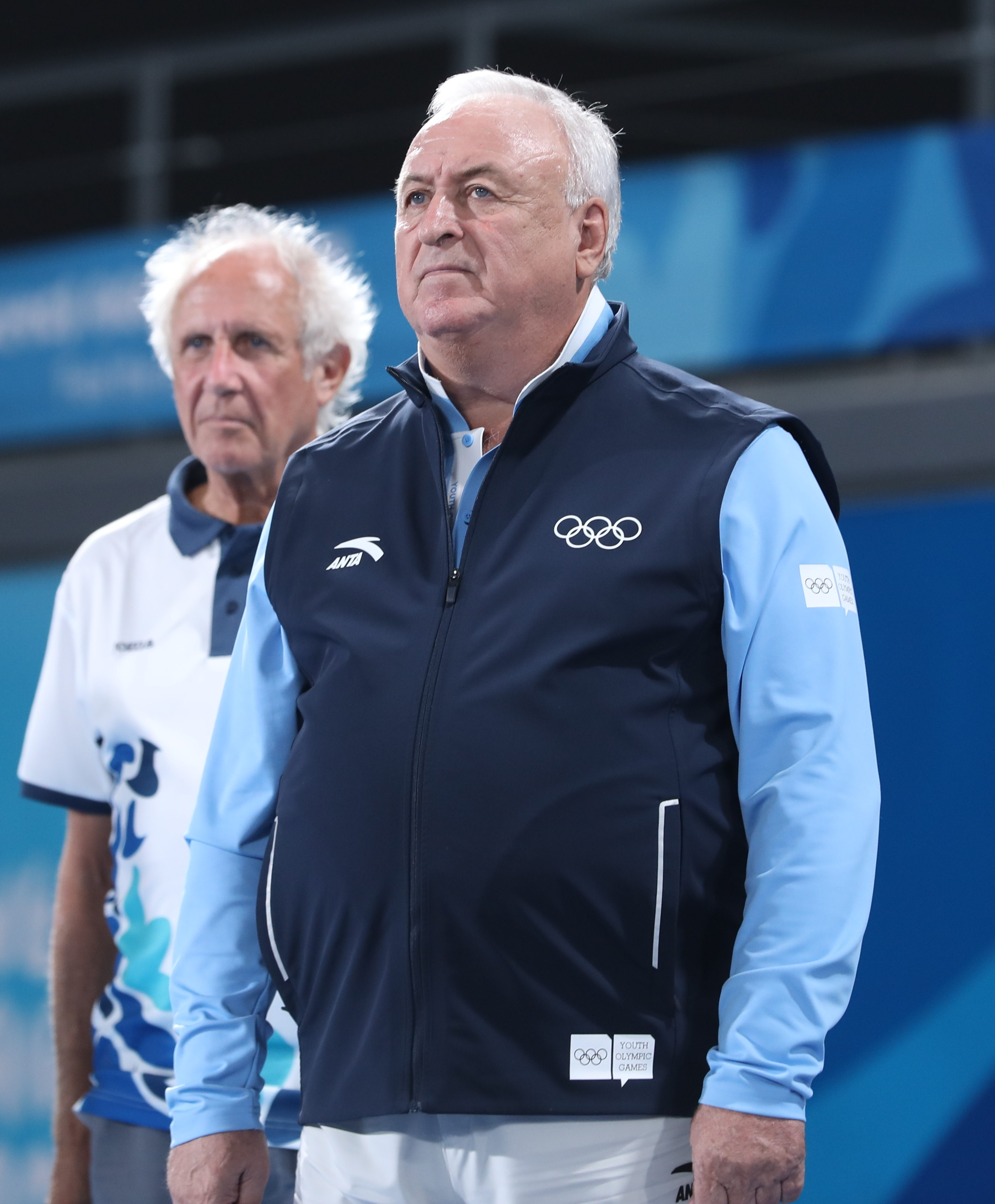

Efter karriären var han president i Ukrainas olympiska kommitté mellan åren 1991 och 1998. Sedan 1994 har han varit medlem av IOK. Han var idrottsminister i Ukraina 1996-1997. Sedan 2001 är Borzov medlem av Ukrainas socialdemokratiska parti och blev 2003 invald i det ukrainska parlamentet. 
Borzov är sedan 1977 gift med den fyrfaldiga olympiska gymnastikmästarinnan Ludmilla Touristjeva, och tillsammans har de en dotter.

## Övrigt
Valerij Borzov har även fått ett hopp uppkallat efter sig. Ett hopp som kan liknas med ett utfallssteg fast med en större belastning. Träningsmetoden används mycket av friidrottare för att träna explosivitet.